# Yabニュース
yabニュース（ワイエービー ニュース）は、山口朝日放送（yab）で放送されているローカルニュース番組（スポットニュース）である。ハイビジョン制作（ハイビジョン放送は地上デジタル放送のみで実施）。

## 概要
山口朝日放送の開局以来放送されている。
ローカルニュースは『yabニュース』として。場合によっては天気も内包される。
ネットワークニュースも『yabニュース&ウェザー〜ANN〜』として放送されることがある。この場合、テレビ朝日からはオープニングアニメーションは放送されないため、自社側で右下などにテロップ送出している。
天気予報が単独で設置される場合『yabウェザー・リポート』として放送されている。原則的に使用されているBGMは開局当初から全く変わっていないが自動音声はない。
なお、開局当時は大文字表記の『YABニュース』『YABニュース&ウェザー〜ANN〜』『YABウェザー・リポート』であったが、コーポレートアイデンティティ導入の2006年7月14日よりすべて小文字の『yab』に置き換えられている。
テロップは『ANNニュース』と同じものを使用。

## 放送時間
マークなしは『yabニュース』、☆は『ウェザー・リポート』、※は『yabニュース&ウェザー』。放送時間は 放送番組の種別「基本編成表」 に基づく。

### 平日
- 昼
  - 11:40 - 11:45（金のみ11:42 - 11:45）
- 夜
  - 21:50 - 21:54（月）、20:54 - 21:00（火・水・木・金）
  - 23:10 - 23:15（火・水・木・金）☆

### 土曜
- 夕方
  - 17:48頃 - 17:55 （『スーパーJチャンネル』に内包）
  - 17:55 - 18:00☆
- 夜
  - 21:54 - 22:00※

### 日曜
- 夕方
  - 17:50頃 - 17:55 （『スーパーJチャンネル』に内包）
  - 17:55 - 18:00☆
- 夜
  - 19:54 - 19:58
  - 23:09 - 23:15☆

テレビ朝日がかつて設定していた週末昼間のスポットニュースも全期間ネットしていた。

## 担当アナウンサー
- シフト勤務